# Ivo Basay
Ivo Basay (* 13. April 1966 in Santiago de Chile) ist ein ehemaliger chilenisch-kroatischer Fußballspieler auf der Position des Stürmers und derzeitiger Fußballtrainer.

## Spielerkarriere
Basay begann seine Profikarriere 1983 bei CD Magallanes und spielte später auch beim CSD Colo-Colo, der 1925 von einigen unzufriedenen Mitgliedern des erstgenannten Vereins ins Leben gerufen wurde und bei dem er auch seine aktive Laufbahn zwischen 1995 und 1999 ausklingen ließ.
Die vorherigen Jahre zwischen 1987 und 1995 verbrachte Basay im Ausland, wo er für den französischen Klub Stade Reims, den mexikanischen Club Necaxa und den argentinischen Boca Juniors spielte.
Außerdem absolvierte Basay zwischen 1986 und 1997 insgesamt 24 Länderspieleinsätze für die chilenische Fußballnationalmannschaft, bei denen er sieben Treffer erzielte.

## Trainerkarriere
Seit Beendigung seiner aktiven Laufbahn arbeitet Ivo Basay als Trainer und startete bei Santiago Morning. Nach seiner Zeit bei der U-20-Nationalmannschaft Chiles von 2007 bis 2009 war er als Cheftrainer der chilenischen Vereine Unión San Felipe und O’Higgins im Einsatz. 2011 ging er zum Rekordmeister CSD Colo-Colo. Danach coachte er noch weitere Vereine der ersten und zweiten Liga Chiles. Von September 2021 bis April 2022 war er Trainer von Deportes La Serena. Seit August 2023 trainiert Basay Deportes Copiapó.

## Erfolge

### Persönlich
- Torschützenkönig der chilenischen Primera División: 1985 (mit Magallanes)
- Torschützenkönig der mexikanischen Primera División: 1992/93 (mit Necaxa)

### Verein
- Mexikanischer Meister: 1994/95 (mit Necaxa)
- Chilenischer Meister: 1996, Clausura 1997, 1998 (mit Colo-Colo)
- Mexikanischer Pokalsieger: 1994/95 (mit Necaxa)
- Chilenischer Pokalsieger: 1996 (mit Colo-Colo)